# Калининградская железная дорога
Калинингра́дская желе́зная доро́га (КЖД) — территориальный филиал (железная дорога) ОАО «РЖД» по обслуживанию железнодорожной сети общего пользования на территории Калининградской области России.

## Краткая характеристика, основные показатели
Калининградская железная дорога — это железнодорожная сеть магистральных дорог и крупнейший транспортно-логистический комплекс на территории Калининградской области. Удобное географическое положение, развитая путевая инфраструктура на подходах к незамерзающим морским портам обуславливают её стратегическую значимость и уникальность.
В силу эксклавного положения Калининградской области и отсутствия общих границ с остальной территорией России, транзитное сообщение осуществляется через железные дороги на территориях Литвы, Беларуси и Польши. Дорога входит в состав двух трансъевропейских транспортных коридоров:
- Рига — Калининград — Гданьск,
- Киев — Минск — Вильнюс — Калининград.

Одними из самых загруженных по грузовому потоку являются станции: Калининград, Балтийск, Балтийский Лес, Шиповка и сухопутный пограничный переход Мамоново-Бранево. Крупнейшие железнодорожные узлы расположены в Калининграде и Черняховске.

Схема линий Калининградской дороги

Управление дороги находится в городе Калининграде недалеко от Южного вокзала. Имеется два локомотивных депо: ТЧЭ-1 Калининград и ТЧР-2 Черняховск, а также КМДПМ Черняховск и ДМВ Калининград (МВПС).
Электрифицировано (1976) две линии в окрестностях Калининграда (на Светлогорск и Зеленоградск, а также соединяющий их перегон Зеленоградск-Новый—Пионерский Курорт). Контактная сеть работает на постоянном токе напряжением 3 кВ, используется только электропоездами. Все остальные линии электрификации не имеют и обслуживаются дизельной тягой.
Большинство участков дороги однопутные, второй путь имеется только на главном ходу Калининград—Чернышевское. На участках Калининград—Мамоново и Черняховск—Железнодорожный используются два стандарта ширины колеи — 1520 и 1435 мм.
Основные показатели Калининградской железной дороги (2016)
| Эксплуатационная длина  | 900 км        |
| Численность сотрудников | 3777 чел.     |
| Перевезено грузов       | 10,7 млн тонн |
| Перевезено пассажиров   | 3,5 млн чел.  |

## История
|  |
|  |

История Калининградской железной дороги связана с историей развития железных дорог Восточной Пруссии.
К 1941 году разветвлённая сеть железных дорог Восточной Пруссии значительно превосходила по протяжённости современную. На земле III Рейха, кроме магистральных участков широкой колеи, была построена сеть путей узкой колеи.
Так, к примеру, город Кёнигсберг был связан с Куршским заливом через Нейхаузен, с приморскими городами Нойкуреном и Фишхаузеном малой железной дорогой.
Многочисленные ветки, полустанки и разъезды дистанций пути были оснащены передовыми на то время системами СЦБ. Тяговые плечи обслуживал многочисленный парк паровозов.
В годы Второй мировой войны, ускоренными темпами продолжались работы по усовершенствованию сети дорог.
По итогам войны и в соответствии с Потсдамскими соглашениями 1945 года, территории Восточной Пруссии были разделены между СССР и Польшей.
На землях, закреплённых за Советским Союзом, приобретённое железнодорожное хозяйство включало в себя более двух тысяч километров железнодорожных путей, 122 станции, 18 паровозных депо, 40 водонапорных узлов, однако многие из них были разрушены, сохранилась лишь незначительная часть подвижного состава.
Восстановление железнодорожных путей и станций проводилось Управлением инженерных войск 3-го Белорусского фронта, а затем Особого военного округа и железнодорожными войсками, ещё в ходе боевых действий.
Железнодорожное сообщение имело важнейшее значение для РККА, но узкоколейные железные дороги Восточной Пруссии создавали проблемы их эксплуатации из-за отсутствия годного тягового парка и вагонов. Пришлось спешно «перешивать» европейскую колею (1435 мм) на ширину 1524 мм и обеспечивать прохождение советских составов с грузами для нужд фронта.
Эта работа была тяжёлой и трудоёмкой, выполнялась с помощью электросварки, так как рельсо-шпальная решётка была вся металлической, советские солдаты прозвали шпалы из металла «корытами». Но работы по восстановлению продвигались ударными темпами. Уже на третий день после взятия Кёнигсберга, 12 апреля 1945 года в город пришли первые эшелоны. Под обстрелами, зимой, было восстановлено около 200 км пути, мосты и путепроводы.
После окончания войны, в октябре 1945 года, силами 4-й штурмовой инженерно-сапёрной бригады проводились ремонтно-строительные работы на Инстербургском узле. Полностью были восстановлены и сданы в эксплуатацию участки коллеи 1524 мм.: Гумбиннен — Даркемен, Инстербург — Гумбиннен, Гумбиннен — Шталлупенен.
В восстановлении участвовало более 12,5 тыс. человек.
К январю 1946 года было перешито около 1500 километров пути. Построены локомотивные и вагонные депо, организованы дистанции пути, восстановлены сигнализация и связь.
В 1946 году Советом министров СССР было принято Постановление «О переименовании городов и населённых пунктов Калининградской области», также были переименованы железнодорожные станции и полустанки.
Были созданы Калининградское и Черняховское отделения с подчинением начальнику Литовской железной дороги; в 1955 году эти отделения были объединены в одно, — Калининградское отделение, в составе Литовской, а с 1963 года — в составе Прибалтийской железной дороги.
9 сентября 1991 года приказом МПС СССР № 14/ЦЗ было организовано Калининградское производственное объединение железнодорожного транспорта с прямым подчинением МПС СССР.
5 мая 1992 г. приказом МПС России № 5/Ц Калининградское производственное объединение переименовано в Калининградскую железную дорогу (КЖД).
2010-е — 2020-е: 

В конце 2010-х из-за падения грузопотока транспортные компании сокращали штаты и избавлялись от лишнего оборудования. 

Открытие железнодорожного направления Китай — Европа — Китай («Новый шёлковый путь») состоялось 25 сентября 2017 года, когда первый контейнерный поезд из КНР прибыл на станцию Черняховск.
2 октября 2017 года в приграничном посёлке Чернышевское после 14 лет строительства начала работу одноимённая станция, которая стала новым пунктом пограничного и таможенного контроля проходящих поездов.
2021: открыт новый железнодорожный терминально-логистический центр «Восток — Запад» в Черняховске; за год терминал сможет обрабатывать до 450 тысяч контейнеров.
В 2021 году транзит контейнеров возрос более чем в 4 раза, по сравнению с тем же периодом прошлого года (увеличению контейнерного транзита через Калининградскую область способствовали как минимум два обстоятельства: во-первых, спрос на железнодорожные перевозки из Китая в Европу значительно вырос после того, как весной было парализовано движение в Суэцком канале, а затем из-за новых вспышек коронавируса в Китае стали происходить регулярные сбои в морской логистике).
Всего за последние три года объемы транзита на калининградском направлении выросли в семь раз.

## Подвижной состав
На июль 2023 года в парке подвижного состава КЖД насчитываются:
- 11 электропоездов Ласточка модификации ЭС2Г;
- 9 дизель-поездов РА2;
- 18 тепловозов 2М62 и 2М62У;
- 1 тепловоз 2ТЭ116УР;
- 2 тепловоза 2ТЭ25АМ;
- 4 тепловоза 2ТЭ25КМ;
- 27 тепловозов ТЭМ18Д и ТЭМ18ДМ;
- 4 маневровых тепловоза ТЭМ-ТМХ;
- 1 тепловоз ТЭП70;
- 4 тепловоза ТЭП70БС.

Историческая техника: ТЭ3, ТЭМ2, ТЭМ3, Д, Д1, ДР1, РА1, ЭР1, ЭР2 (ЭР2К, ЭР2Т), ЭТ2.

## Руководство
Начальник дороги — Сапегин Сергей Владимирович.

## Статьи и публикации
- История Калининградской железной дороги // Инновационный дайджест : интернет-проект ОАО РЖД. — 2017.
- История КЖД на сайте Железнодорожник